# Відухова (Західнопоморське воєводство)
Відухова (пол. Widuchowa, нім. Fiddichow) — село в Польщі, у гміні Відухова Грифінського повіту Західнопоморського воєводства.
Населення — 1544 особи (2011).
У 1975-1998 роках село належало до Щецинського воєводства.

## Демографія
Демографічна структура станом на 31 березня 2011 року:
|          | Загалом | Допрацездатний вік | Працездатний вік | Постпрацездатний вік |
| -------- | ------- | ------------------ | ---------------- | -------------------- |
| Чоловіки | 773     | 165                | 546              | 62                   |
| Жінки    | 771     | 142                | 480              | 149                  |
| Разом    | 1544    | 307                | 1026             | 211                  |